# Fórmula de Dubois & Dubois
Uma fórmula para estimar a área aproximada da superfície do corpo humano, desde que se conheça o peso e a altura. A medida da área do corpo é dada por:
{\displaystyle S=0,007184*X^{0,425}*Y^{0,725}}
onde
```
 S = Área da superfície do corpo (em m²)
 X = Peso (em Kg)
 Y = Altura (em cm)
```